# John C. Lee
John Cary "Jack" Lee (Jr.) (New York, 12 maart 1918 - aldaar, 15 januari 1973) was een Amerikaanse officier die deelnam aan de slag om Schloss Itter tijdens de Tweede Wereldoorlog.

## Verdediging van kasteel Itter
Tijdens de Tweede Wereldoorlog was Lee onderdeel van Company B, 23st Tank Battalion. Van 4 tot 5 mei 1945 maakte hij deel uit van de verdediging van Schloss Itter tegen troepen van de 17e SS Panzer Grenadier Division "Götz von Berlichingen". Met hem vochten twee Shermantanks van het 23rd Tank Battalion, de 12de Armored Division onder zijn commando en antinazi-elementen van de Wehrmacht onder commando van Major Josef Gangl. Samen hielden ze gedurende de hele nacht aanvallen van de SS-verkenningseenheden tegen. Luitenant Lee werd erkend voor zijn leiderschap en bekroond met het Distinguished Service Cross en gepromoveerd tot kapitein.